# Riofrío (Granada)
Riofrío es una localidad y pedanía española perteneciente al municipio de Loja, en la provincia de Granada, comunidad autónoma de Andalucía. Está situada en la parte occidental de la comarca lojeña. Cerca de esta localidad se encuentran los núcleos de Cuesta Blanca, Venta del Rayo y Atajea.
Este anejo lojeño es un importante enclave turístico, debido no solo al rincón en el que se asienta, sino también por su importante criadero de truchas y esturiones y su complejo de restaurantes y hoteles.

## Demografía
Según el Instituto Nacional de Estadística de España, en el año 2023 Riofrío contaba con 249 habitantes censados.

## Gastronomía
Las migas, los postres caseros y, sobre todo, las truchas en diferentes estilos, son los platos más destacados de su gastronomía. Pero lo más famoso de Riofrío, no obstante, es el caviar de calidad beluga producido por la piscifactoría Sierra Nevada con métodos ecológicos. Es el único de esta calidad producido en España y se exporta a más de diez países.
También hay que destacar que las truchas de dicha piscifactoría están catalogadas como las mejores de Europa.